# Thomas-François Dalibard
Thomas-François Dalibard (Crannes-en-Champagne, 5 de noviembre de 1709-1778) fue un naturalista francés recordado por haber sido uno de los primeros en introducir el método de von Linné en Francia, publicado en 1749, bajo el título  Florae Parisiensis prodromus ou Catalogue des plantes qui naissent dans les environs de Paris, [Florae Parisiensis prodromus, o Catálogo de las plantas que nacen en los alrededores de París], una flora en la que las plantas se distribuían de acuerdo con el sistema binomial del científico sueco.

## Biografía
Aportó  la primera prueba experimental de la presencia de electricidad en las nubes de tormenta. Este experimento data del 10 de mayo de 1752, mientras que Benjamin Franklin realizó su experimento en septiembre de 1752. Por sugerencia de Buffon, Dalibard había erigido en el jardín de su casa en Marly-la-Ville  (Val d'Oise) una gran barra de hierro puntiaguda. También fue el primero en repetir los experimentos de Franklin sobre la electricidad atmosférica y traducir sus escritos. De hecho, a petición de Buffon, del que fue discípulo, tradujo y publicó en 1752 los Expériences et observations  [Experimentos y observaciones] que Collison había publicado en Inglaterra.
En la segunda edición de 1756, incluyó el informe de sus propios experimentos realizados en Marly-la-Ville el 10 de mayo de 1752, según el método de Franklin: fue posible producir chispas durante las tormentas gracias a una larga barra de hierro levantada hacia el cielo y de un condensador (caja o botella de Leiden). No se sabe si Franklin alguna vez realizó el experimento propuesto.
Gracias a Dalibard, la Academia de Ciencias de Francia reconoció el trabajo de Franklin, quien se hizo famoso por demostrar que las tormentas eran un fenómeno eléctrico del que se puede proteger con un pararrayos (sin embargo, tomando ciertas precauciones). Conoció a Franklin en 1767 durante uno de las visitas a Francia y se dice que se hicieron amigos.